# Пеньків
Пе́ньків — село в Україні, у Рівненському районі Рівненської області. Населення становить 292 осіб. Герб села є промовистим.

## Географія
Село розташоване на правому березі річки Зульня.